# السا کاردناس
السا کاردناس (اسپانیایی: Elsa Cárdenas Renteria‎؛ زادهٔ ۳ اوت ۱۹۳۵) یک هنرپیشه، و فیلم‌نامه‌نویس اهل مکزیک است. وی از سال ۱۹۵۴ میلادی تاکنون مشغول فعالیت بوده‌است.
از فیلم‌ها یا برنامه‌های تلویزیونی که وی در آن نقش داشته‌است می‌توان به غول، این گروه خشن، خوشی اشاره کرد.